# Hymn for My Soul
Hymn for My Soul es el vigesimoprimer álbum de estudio del músico británico Joe Cocker, publicado por la compañía discográfica EMI en marzo de 2007. El álbum, producido por Ethan Johns, incluyó músicos invitados como Benmont Tench, teclista de Tom Petty & The Heartbreakers, el batería Jim Keltner, Albert Lee, Greg Leisz, James Gadson, Bob Babbitt y el propio Johns. El álbum incluyó versiones de "Beware of Darkness", de George Harrison, "Ring Them Bells", de Bob Dylan, "Long As I Can See the Light", de Stevie Wonder, y "You Haven't Done Nothin'", de Stevie Wonder.
Hymn for My Soul llegó al puesto nueve en la lista británica UK Albums Chart, su mejor posición en su país natal desde el lanzamiento de Have a Little Faith.

## Lista de canciones
1. "You Haven't Done Nothin'" – 3:50 (Stevie Wonder)
2. "One Word (Peace)" – 2:49 (John Magnie, Tommy Malone)
3. "Love Is For Me" – 4:05 (Ziggy Modeliste, Art Neville, Leo Nocentelli, George Porter, Jr.)
4. "Don't Give Up on Me" – 4:05 (Hoy Lindsey, Dan Penn, Carson Whitsett)
5. "Long as I Can See the Light" – 3:34 (John Fogerty)
6. "Beware of Darkness" – 3:51 (George Harrison)
7. "Just Pass It On" – 4:39 (Daniel Moore)
8. "Rivers Invitation" – 3:31 (Percy Mayfield)
9. "Ring Them Bells" – 3:04 (Bob Dylan)
10. "Hymn 4 My Soul" – 3:54 (Andy Fairweather-Low)
11. "Come Together" (John Lennon, Paul McCartney) – 4:25

## Personal
- Joe Cocker – voz
- Ethan Johns – guitarra acústica, ukelele, armonio, coros y orquestación
- Albert Lee – guitarra
- Greg Leisz – guitar, pedal steel guitar y mandolina
- Bob Babbitt – bajo
- Dave Palmer – piano, Wurlitzer y órgano
- Benmont Tench – piano
- Mike Finnigan – órgano Hammond
- Tom Scott – saxofón
- Greg Adams – trompeta
- Chuck Findley – trompeta
- David Low – chelo
- Julie Gigante – violín
- Phillipe Levy – violín
- Brian Denbow – viola
- James Gadson – batería
- Jim Keltner – batería y percusión
- Don Heffington – conga y triángulo
- Merry Clayton – coros
- Jim Gilstrap – coros
- Benjamin Ochieng – coros
- Julianna Raye – coros
- Tata Vega – coros
- Julia Waters – coros
- Oren Waters – coros

## Posición en listas
| País              | Lista                 | Posición |
| ----------------- | --------------------- | -------- |
| Alemania          | Media Control Charts  | 8        |
| Austria           | Austrian Albums Chart | 9        |
| Bélgica (Flandes) | Ultratop 200          | 25       |
| Bélgica (Valonia) | Ultratop 200          | 22       |
| Francia           | SNEP Albums Chart     | 29       |
| Noruega           | VG-lista Albums Chart | 30       |
| Países Bajos      | Dutch Top 40          | 38       |
| Reino Unido       | UK Albums Chart       | 9        |
| Suiza             | Swiss Albums Chart    | 4        |

| Sencillo          | País        | Lista            | Posición |
| ----------------- | ----------- | ---------------- | -------- |
| «Just Pass It On» | Reino Unido | UK Singles Chart | 113      |

## Certificaciones
| País        | Organismo certificador | Certificación | Ventas certificadas | Ref.   |
| ----------- | ---------------------- | ------------- | ------------------- | ------ |
| Reino Unido | BPI                    | Plata         | 60 000              | [ 12 ] |
| Suiza       | IFPI                   | Oro           | 15 000              | [ 13 ] |